# Црвена Вода (Студеничани)
Црвена Вода (мкд. Црвена Вода) је насеље у Северној Македонији, у северном делу државе. Црвена Вода припада општини Студеничани, која окупља јужна предграђа Града Скопља.

## Географија
Црвена Вода је смештена у северном делу Северне Македоније. Од најближег већег града, Скопља, насеље је удаљено 35 km југоисточно.
Насеље Црвена Вода је у оквиру историјске области Торбешија, која се обухвата јужни обод Скопског поља. Насеље је смештено на западним висовима планине Китка. Надморска висина насеља је приближно 660 метара.
Месна клима је континентална.

## Становништво
Црвена Вода је према последњем попису из 2002. године имала 46 становника.
Претежно становништво у насељу су Албанци (100%).
Већинска вероисповест је ислам.